# Островски рејон
Островски рејон (рус. Островский район) административно-територијална је јединица другог нивоа и општински рејон смештен у западном и централном делу Псковске области, односно на западу европског дела Руске Федерације.
Административни центар рејона је град Остров. Према проценама националне статистичке службе Русије за 2015, на територији рејона је живело 29.739 становника или у просеку око 12,2 ст/км².

## Географија
Островски рејон смештен је у западним деловима Псковске области. Обухвата територију површине 2.435,6 км², и по том параметру налази се на 11. месту међу 24 рејона у области. Граничи се са Псковским рејоном на северу, на североистоку је Порховски, а на југоистоку Новоржевски рејон. На југу су Пушкиногорски и Красногородски рејон, на југозападу је Питаловски и на северозападу Палкински рејон.
Целокупна рејонска територија налази се у пространој и ниској Псковској низији чијим централним делом доминира река Великаја, најважнија притока језерског система Чудско-псковског језера. Великаја протиче преко централних делова Островског рејона и у том делу тока тече у смеру југоисток-северозапад. Најважније притоке Великаје на подручју рејона су реке Утроја са Лжом, Сињаја са Вершом и Кухва са леве, те Черјоха која започиње свој ток на југу рејона као отока језера Черешно, са десне стране.

## Историја
Островски рејон као административна општинска јединица успостављен је 1. августа 1927. године и првобитно је био део Псковског округа Лењинградске области. У границама Псковске области је од њеног оснивања 23. августа 1944. године. У садашњим границама је од 1959. године када му је припојена територија распуштеног Сошихинског рејона.

## Демографија и административна подела
Према подацима са пописа становништва из 2010. на територији рејона је живело укупно 31.096 становника, док је према процени из 2015. ту живело 29.739 становника, или у просеку 12,2 ст/км². По броју становника Островски рејон је друга најнасељенија рејонска јединица на подручју целе области.
| 1959.  | 1970.  | 1979.  | 1989.  | 2002.  | 2010.  | 2015.   |
| ------ | ------ | ------ | ------ | ------ | ------ | ------- |
| 54.300 | 47.712 | 44.780 | 42.976 | 36.685 | 31.096 | 29.739* |

Напомена:* Према процени националне статистичке службе. 
Према подацима са пописа из 2010. на подручју рејона постоји укупно 459 села (од којих је њих 91 било без становништва) међусобно подељених у 5 трећестепених општина (једну градску и четири сеоске). Једино градско насеље у рејону је град Остров, административни центар рејона у којем живи око 70% од укупне рејонске популације.

## Привреда и саобраћај
Индустријска производња Островског рејона базира се на погонима прехрамбене индустрије који су сконцентрисани у Острову. У руралним деловима рејона једина привредна активност је пољопривреда, нарочито месно и млечно сточарство.
Најзначајнији саобраћајни правци који пролазе преко територије рејона су аутопут М20 који повезује Санкт Петербург и Витепск (Белорусија). Железница од Санкт Петербурга ка Пскову даље се наставља преко територије Островског рејона ка граду Резекне у Летонији.